# Miele (Erzählung)
Miele – Ein Charakterbild ist der Titel einer 1920 publizierten Erzählung des Schriftstellers Johannes Schlaf über das Leben einer Haushaltsgehilfin und Kunststickerin in der Weimarer Ständegesellschaft.

## Inhalt
Mit 15 Jahren wird Emilie (Miele) Zabel, die Tochter einer kinderreichen Kossätenfamilie aus dem Kreis Apolda, von ihrem Vater bei der gehbehinderten Witwe des Ökonomierats Behring im Weimar als Dienstmädchen „in Stellung“ gegeben (Kap. 1). Im Mittelpunkt der Charakter- und Milieu-Studie stehen die ersten drei Jahre ihres Arbeitslebens.

### Eingewöhnung (Kap. 1–4)
Als „schlankes, aber etwas blasses und mickriges Ding“ übernimmt sie die täglichen Verrichtungen eines „Alleinmädchens“ (Kap. 2): anheizen, putzen, sauber machen, die „Herrschaft“ und ihre Gäste bedienen, Geschirr spülen, Einkäufe und Botengänge erledigen, beim Kochen und Backen der „Frau Ökonomierat“ helfen, Strümpfe stricken usw. Gehemmt und wenig gesprächig ordnet sie sich der resoluten Herrin unter, zumal das, wie der Pfarrer in seiner Beurteilung schreibt, „ordentliche[-], akkurate[-], bescheidene[-] und arbeitsame[-] Mädchen“ an Befehlsausführungen ohne Widerrede gewohnt ist und den Standard der neuen Unterkunft und der Mahlzeiten als Verbesserung ihrer Lebensverhältnisse sieht. So akzeptiert sie den barschen Ton der sparsam wirtschaftenden und misstrauischen Frau Ökonomierat, die zwar ihren Fleiß bemerkt, ohne sie jedoch zu loben. Auch dass ihr der Lohn nicht ausbezahlt wird und sie – außer zum Kirchgang – keinen Ausgang erhält, stört das ängstliche, introvertierte Mädchen nicht, da es kein Bedürfnis nach Gesellschaft und Galanteriewaren hat.

### Kunststickerei (Kap. 5–10)
Mieles Interesse für Kunststickerei beginnt mit ihrer Faszination von den bunten Kirchenfenstern (Kap. 4) und einem mit einer Schäferszene bestickten Ofenschirm in der „guten Stube“ (Kap. 3). Frau Behring lässt sich von ihr nachmittags aus einer abonnierten illustrierten Zeitschriften vorlesen, während sie für ihren unverheirateten Sohn, Oberlehrer in Jena, als Weihnachtsgeschenk ein Paar Hausschuhe bestickt. Miele beobachtet genau die Arbeitsvorgänge und kann sich die Dinge gut merken. Abends versucht sie insgeheim mit Kanevas-Abfallstücken und Wollfadenresten eine Rosenstickerei nach dem Vorbild des Ofenschirms (Kap. 5). Unter dem Vorwand, auch für sich Strümpfe stricken zu wollen, lässt sie sich von ihrer Arbeitgeberin Geld auszahlen und kauft weitere Materialien. Als die Ökonomierätin zufällig das gut gelungene Rosenbild entdeckt, stellt sie Miele wegen ihres geheimen Werks zur Rede. Da aber kein finanzieller Betrug vorliegt, bleibt es bei einem „Donnerwetter“. Am selben Tag beklagt Frau Behring die Unbotmäßigkeit ihres Dienstmädchens bei ihrer Kaffeegesellschaft, doch die Damen reagieren anders als erwartet und loben Mieles Begabung. Vor allem Frau Schulze, eine ehemalige Hotelbesitzerin aus Berlin, setzt sich für die „Kinstlerin“ ein und vermittelt ihr Aufträge von der Hoflieferantin Frau Weißbach (Kap. 6). Miele verdient dadurch zusätzlich etwas Geld, das sie bei ihrer Herrin abliefert, die es für sie aufbewahrt. Frau Schulze kritisiert in diesem Zusammenhang die patriarchalische Haltung ihrer Freundin. Sie habe in Berlin das neue Zeitalter des Amerikanismus und die Emanzipation erlebt. Das Dienstpersonal erhebe Ansprüche und man müsse sich darauf einstellen. Sie rät der „Tante Rat“, Mieles Selbstbewusstsein zu stärken, sie in ihr Leben einzubeziehen, pädagogisch zu betreuen und ihr Genie zu fördern. Frau Behring geht auf diese modernen Ideen nicht ein: „Das wäre noch schöner! Dienstbote is Dienstbote! […] Dienstboten gehören nicht an den Herrentisch“ (Kap. 7 und 10).
Miele findet in der Stickerei ihre volle Erfüllung. Sie leidet nicht unter den Einschränkungen ihres Freiraumes und der Bevormundung. Vielmehr entwickelt sie zunehmend eine emotionale Bindung an ihre Herrin und akzeptiert sie als Vormund. Auch fühlt sie sich von der alten Frau in gewisser Weise beschützt. Als deren Sohn sich bei einem Besuch über das Mädchen belustigt äußert, eine Venus sei sie gerade nicht, antwortet ihm seine Mutter: „so is sie doch ein gutes und rechtschaffenes Mädchen.“ (Kap. 6) Eine kurze Zeit lang, während der schweren Influenza der Frau Rat (Kap. 8), entwickelt sich eine gegenseitige Beziehung. Frau Behrens hat Angst zu sterben und ist für die Pflege dankbar. Sie erzählt dem jungen Mädchen „wie einer Erwachsenen“ vertraulich ihre Geschichte mit den sechs am Leben gebliebenen Kindern, interessiert sich für Mieles Familiensituation und verspricht ihr, sie bei ihrem Erbe zu berücksichtigen (Kap. 9). Aber nach ihrer Genesung kehrt sie zur alten Rollenverteilung, den getrennten Lebensbereichen und zu ihrer mürrischen Tonart zurück. Allerdings werden einige Dinge beibehalten. Frau Behrens überlässt Miele die ganze Haushaltsführung und auch das Kochen. Miele fühlt sich jetzt für alles verantwortlich. Als Frau Schulze ihr bei einer Begegnung in der Stadt den Vorschlag macht, in ihren Haushalt zu wechseln, und anbietet, als Ersatz ein anderes Dienstmädchen für die Freundin zu suchen, lehnt sie dies mit einem entschiedenen „Nä!“ schroff ab. Sie fürchtet die Pädagogik Frau Schulzes, die sich „in den Kopp jesetzt“ hat, etwas aus „dem Meechen“ zu machen und es in „die frische Luft“ zu bringen, und bleibt lieber bei den vertrauten getrennten Lebensbereichen (Kap. 10).

### Das Erlebnis (Kap. 11–13)
Ein Wendepunkt in Mieles Leben, der Wechsel von der Angestellten zur Ehefrau und Mutter, hätte „das Erlebnis“ der 18-Jährigen mit dem in Weimar stationierten Leutnantsburschen August Pfannstiel sein können. Im Frühling lernt sie den adretten jungen Mann durch ihre Schulfreundin und Kollegin Lina Meinert und deren „Schatz“, einen herrschaftlichen Diener, bei ihren Abendspaziergängen in der Umgebung der Stadt kennen. Sie verliebt sich in ihn und wird nach anfänglicher Schüchternheit seinen Annäherungsversuchen gegenüber zugänglich. Sie taut auf und lernt von ihm auf einem Feldweg das Tanzen, von seiner Tenorstimme begleitet. Er erzählt ihr von seiner Familie, von seinem Militärdienst, der Chance, Unteroffizier zu werden und später eine Zivilstelle zu bekommen. Sie willigt ein, sein „Schatz“ zu werden, sie besiegeln ihren Bund mit einem Verlobungskuss und sie holt sich bei der Frau Ökonomierat zehn Mark, um ihm aus einer finanziellen Verlegenheit zu helfen. Doch am selben Nachmittag sieht sie ihn in der Stadt mit einem aufgeputzten Mädchen, seinem eigentlichen „Schatz“, am Arm und ihr wird klar, dass er sie nicht liebt und nur an ihrem Geld interessiert ist.

### Das weitere Leben (Kap. 14)
Miele kehrt zu ihrem alten Lebensrhythmus zurück, arbeitet noch 12 Jahre bei der Ökonomierätin und lernt die schwierigsten und feinsten Seidenstickereien auszuführen. Nachdem Frau Behring 85-jährig gestorben ist, finden ihre Kinder bei der Haushaltsauflösung eine Schachtel mit dem gesammelten Lohn, tausend Mark. Im Testament ist Miele nicht berücksichtigt und die Einnahmen für die Stickereien, etwa viertausend Mark, hat die alte Dame offenbar zu deklarieren vergessen. Miele, in Geldsachen unerfahren, bemerkt den Verlust nicht und hat die Versprechungen längst vergessen.
Miele findet schnell eine neue Anstellung bei einer reichen alten Dame, die ihr nach ihrem Tod eine Summe vermacht, die zusammen mit ihrem Ersparten und dem durch die Seidenstickerei verdienten Geld ausreicht, um sie vor einem Alter in Armut zu bewahren.

## Form
Die Erzählung, auch als Novelle bezeichnet, schildert in 14 Kapiteln im Stil des Naturalismus das unspektakuläre Leben eines Dienstmädchens in der Thüringer Residenzstadt. In schlichter „dokumentarischer“ Form charakterisiert ein Auktorialer Erzähler das soziale Milieu des Mädchens vom Land, die wortkarge Miele spricht durchgehend thüringischen Dialekt, in ihrer dem städtischen Bürgertum untergeordneten Standesprägung.

## Rezeption
Ludwig Bäte würdigt Schlafs Erzählung als „kostbare[s] Charakterbild“: „vielleicht seine schönste, leise an Flaubert gemahnende Novelle […] fein und zart in der seelischen Entfaltung eines Thüringer Landkindes wie in dem landschaftlichen Mitschwingen. Und ebenso ungewöhnlich in dem Wagnis, die genug gepriesene klassische Atmosphäre Weimars gelassen beiseite zu schieben, wie er es, am Rande der Stadt wohnend, eigentlich selbst tat, ein täglicher Gast der freien und klaren Acker- und Waldflächen jenseits des Ortes.“

## Adaption
TV-Film, 1987. „Miele, ein Charakterbild“. Regie: Hansgünther Heyme, Buch: Lothar Hirschmann und Johannes Schlaf, Rollen: Miele (Inge Andersen), Mieles Vater (Hans Weicker), Frau Ökonomierat Behring (Angelika Hurwicz), Frau Schulze (Renate Heuser), Frau Weißbach (Ilse Anton), August Pfannstiel (Ulrich Wiggers), Steuerberater (Peter Kaghanovitch)